# Foulbec
Foulbec ist eine französische Gemeinde mit 649 Einwohnern (Stand: 1. Januar 2022) im Département Eure in der Region Normandie. Sie gehört zum Arrondissement Bernay und ist Teil des Kantons Beuzeville. Die Einwohner werden Foulbecais genannt.

## Geografie
Foulbec liegt etwa 30 Kilometer ostsüdöstlich von Le Havre im Lieuvin. Der Risle begrenzt die Gemeinde im Osten. Umgeben wird Foulbec von den Nachbargemeinden Conteville im Norden und Nordwesten, Saint-Samson-de-la-Roque im Osten und Nordosten, Bouquelon im Südosten, Saint-Sulpice-de-Grimbouville im Süden, Saint-Maclou im Südwesten, Boulleville im Westen und Südwesten sowie Saint-Pierre-du-Val im Westen.

## Bevölkerungsentwicklung
| 1962                       | 1968 | 1975 | 1982 | 1990 | 1999 | 2006 | 2018 |
| -------------------------- | ---- | ---- | ---- | ---- | ---- | ---- | ---- |
| 306                        | 283  | 303  | 353  | 411  | 467  | 489  | 661  |
| Quellen: Cassini und INSEE |      |      |      |      |      |      |      |

## Sehenswürdigkeiten

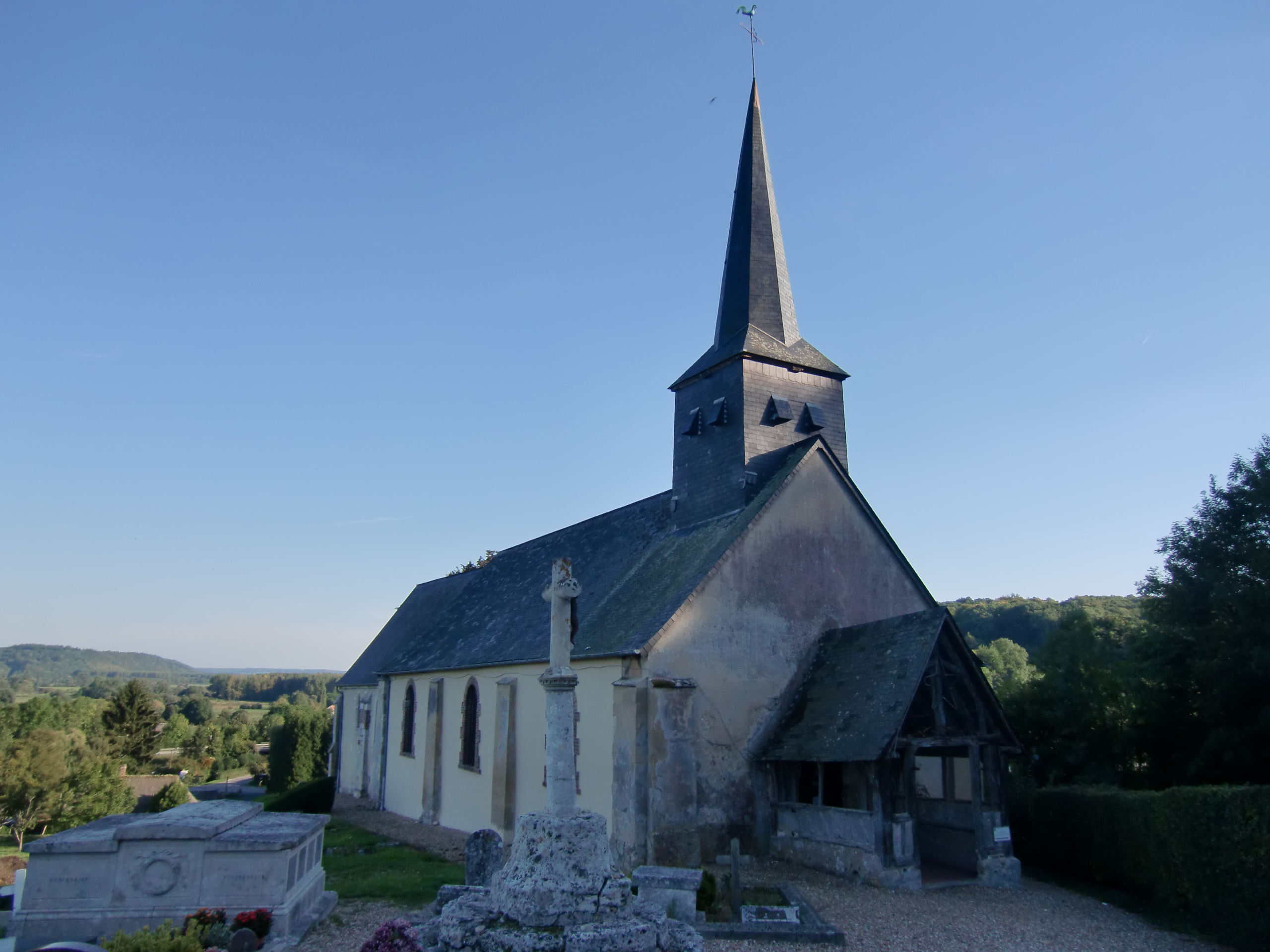
Kirche Saint-Martin-et-Saint-Pierre

- Kirche Saint-Martin-et-Saint-Pierre aus dem 12./13. Jahrhundert, Monument historique seit 1927
- Herrenhaus La Motte aus dem 16. Jahrhundert